# 3. ŽNL Osječko-baranjska NS Osijek 2010./11.
Prvenstvo se igralo dvokružno. Ligu je osvojio NK Dunav Dalj i time se kvalificirao u 2. ŽNL Osječko-baranjsku NS Osijek.

## Tablica
| Mj. | Klub                         | Sus. | Pobj. | Nerj. | Por. | GR.   | Bod. |
| --- | ---------------------------- | ---- | ----- | ----- | ---- | ----- | ---- |
| 1.  | NK Dunav Dalj                | 16   | 12    | 4     | 0    | 65:14 | 40   |
| 2.  | NK Gibarac '95 Čokadinci     | 16   | 12    | 1     | 3    | 40:17 | 37   |
| 3.  | NK Erdut                     | 16   | 9     | 2     | 5    | 44:33 | 29   |
| 4.  | NK Radnički Dalj             | 16   | 8     | 3     | 5    | 50:30 | 27   |
| 5.  | NK Fortuna VNO Osijek ↓note1 | 16   | 8     | 2     | 6    | 49:45 | 26   |
| 6.  | NK LIV Vladislavci           | 16   | 5     | 0     | 11   | 34:60 | 15   |
| 7.  | NK Klas Čepin                | 16   | 4     | 2     | 10   | 19:48 | 14   |
| 8.  | NK Palača                    | 16   | 3     | 2     | 11   | 24:48 | 11   |
| 9.  | NK Goleo Dopsin              | 16   | 2     | 2     | 12   | 22:52 | 8    |

↑note1 Nakon ove sezone, NK Fortuna VNO Osijek se gasi.

## Rezultati
| Slobodan: NK Fortuna VNO Osijek NK Goleo Dopsin - NK Gibarac '95 Čokadinci 1:2 NK Radnički Dalj - NK Dunav Dalj 3:3 NK Palača - NK LIV Vladislavci 2:1 NK Erdut - NK Klas Čepin 7:0 | Slobodan: NK Klas Čepin NK LIV Vladislavci - NK Erdut 3:5 NK Dunav Dalj - NK Palača 3:0 NK Gibarac '95 Čokadinci - NK Radnički Dalj 3:1 NK Fortuna VNO Osijek - NK Goleo Dopsin 2:2  | Slobodan: NK Goleo Dopsin NK Radnički Dalj - NK Fortuna VNO Osijek 2:0 NK Palača - NK Gibarac '95 Čokadinci 0:2 NK Erdut - NK Dunav Dalj 0:6 NK Klas Čepin - NK LIV Vladislavci 0:1 |
| Slobodan: NK LIV Vladislavci NK Dunav Dalj - NK Klas Čepin 3:0 NK Gibarac '95 Čokadinci - NK Erdut 1:2 NK Fortuna VNO Osijek - NK Palača 5:2 NK Goleo Dopsin - NK Radnički Dalj 2:2 | Slobodan: NK Radnički Dalj NK Palača - NK Goleo Dopsin 4:0 NK Erdut - NK Fortuna VNO Osijek 7:2 NK Klas Čepin - NK Gibarac '95 Čokadinci 0:3 NK LIV Vladislavci - NK Dunav Dalj 0:4  | Slobodan: NK Dunav Dalj NK Gibarac '95 Čokadinci - NK LIV Vladislavci 7:1 NK Fortuna VNO Osijek - NK Klas Čepin 5:2 NK Goleo Dopsin - NK Erdut 3:1 NK Radnički Dalj - NK Palača 4:0 |
| Slobodan: NK Palača NK Erdut - NK Radnički Dalj 2:1 NK Klas Čepin - NK Goleo Dopsin 3:1 NK LIV Vladislavci - NK Fortuna VNO Osijek 4:1 NK Dunav Dalj - NK Gibarac '95 Čokadinci 3:1 | Slobodan: NK Gibarac '95 Čokadinci NK Fortuna VNO Osijek - NK Dunav Dalj 1:4 NK Goleo Dopsin - NK LIV Vladislavci 0:3 NK Radnički Dalj - NK Klas Čepin 4:2 NK Palača - NK Erdut 1:1  | Slobodan: NK Erdut NK Klas Čepin - NK Palača 2:1 NK LIV Vladislavci - NK Radnički Dalj 4:2 NK Dunav Dalj - NK Goleo Dopsin 7:0 NK Gibarac '95 Čokadinci - NK Fortuna VNO Osijek 4:0 |
| Slobodan: NK Fortuna VNO Osijek NK Gibarac '95 Čokadinci - NK Goleo Dopsin 2:1 NK Dunav Dalj - NK Radnički Dalj 1:1 NK LIV Vladislavci - NK Palača 3:5 NK Klas Čepin - NK Erdut 0:2 | Slobodan: NK Klas Čepin NK Erdut - NK LIV Vladislavci 6:2 NK Palača - NK Dunav Dalj 0:5 NK Radnički Dalj - NK Gibarac '95 Čokadinci 1:3 NK Goleo Dopsin - NK Fortuna VNO Osijek 2:6  | Slobodan: NK Goleo Dopsin NK Fortuna VNO Osijek - NK Radnički Dalj 5:2 NK Gibarac '95 Čokadinci - NK Palača 2:1 NK Dunav Dalj - NK Erdut 1:1 NK LIV Vladislavci - NK Klas Čepin 3:4 |
| Slobodan: NK LIV Vladislavci NK Klas Čepin - NK Dunav Dalj 1:7 NK Erdut - NK Gibarac '95 Čokadinci 0:1 NK Palača - NK Fortuna VNO Osijek 4:5 NK Radnički Dalj - NK Goleo Dopsin 7:0 | Slobodan: NK Radnički Dalj NK Goleo Dopsin - NK Palača 3:0 NK Fortuna VNO Osijek - NK Erdut 5:3 NK Gibarac '95 Čokadinci - NK Klas Čepin 1:1 NK Dunav Dalj - NK LIV Vladislavci 11:1 | Slobodan: NK Dunav Dalj NK LIV Vladislavci - NK Gibarac '95 Čokadinci 0:3 NK Klas Čepin - NK Fortuna VNO Osijek 0:4 NK Erdut - NK Goleo Dopsin 4:1 NK Palača - NK Radnički Dalj 1:8 |
| Slobodan: NK Palača NK Radnički Dalj - NK Erdut 4:0 NK Goleo Dopsin - NK Klas Čepin 1:2 NK Fortuna VNO Osijek - NK LIV Vladislavci 3:1 NK Gibarac '95 Čokadinci - NK Dunav Dalj 1:2 | Slobodan: NK Gibarac '95 Čokadinci NK Dunav Dalj - NK Fortuna VNO Osijek 2:2 NK LIV Vladislavci - NK Goleo Dopsin 4:3 NK Klas Čepin - NK Radnički Dalj 1:4 NK Erdut - NK Palača 3:2  | Slobodan: NK Erdut NK Palača - NK Klas Čepin 1:1 NK Radnički Dalj - NK LIV Vladislavci 4:3 NK Goleo Dopsin - NK Dunav Dalj 2:3 NK Fortuna VNO Osijek - NK Gibarac '95 Čokadinci 3:4 |